# 沙瓦涅
沙瓦涅（法語：Chavagne，法語發音：[ʃavaɲ]）是法国伊勒-维莱讷省的一个市镇，位于该省中部偏西南，属于雷恩区和雷恩都会区，其市镇面积为12.44平方公里，2022年1月1日时人口数量为4562人。
沙瓦涅是雷恩都会区的组成部分，位于雷恩市区西南，雷恩布列塔尼机场位于其境内。

## 行政
沙瓦涅的邮政编码为35310，INSEE市镇编码为35076。

## 地理

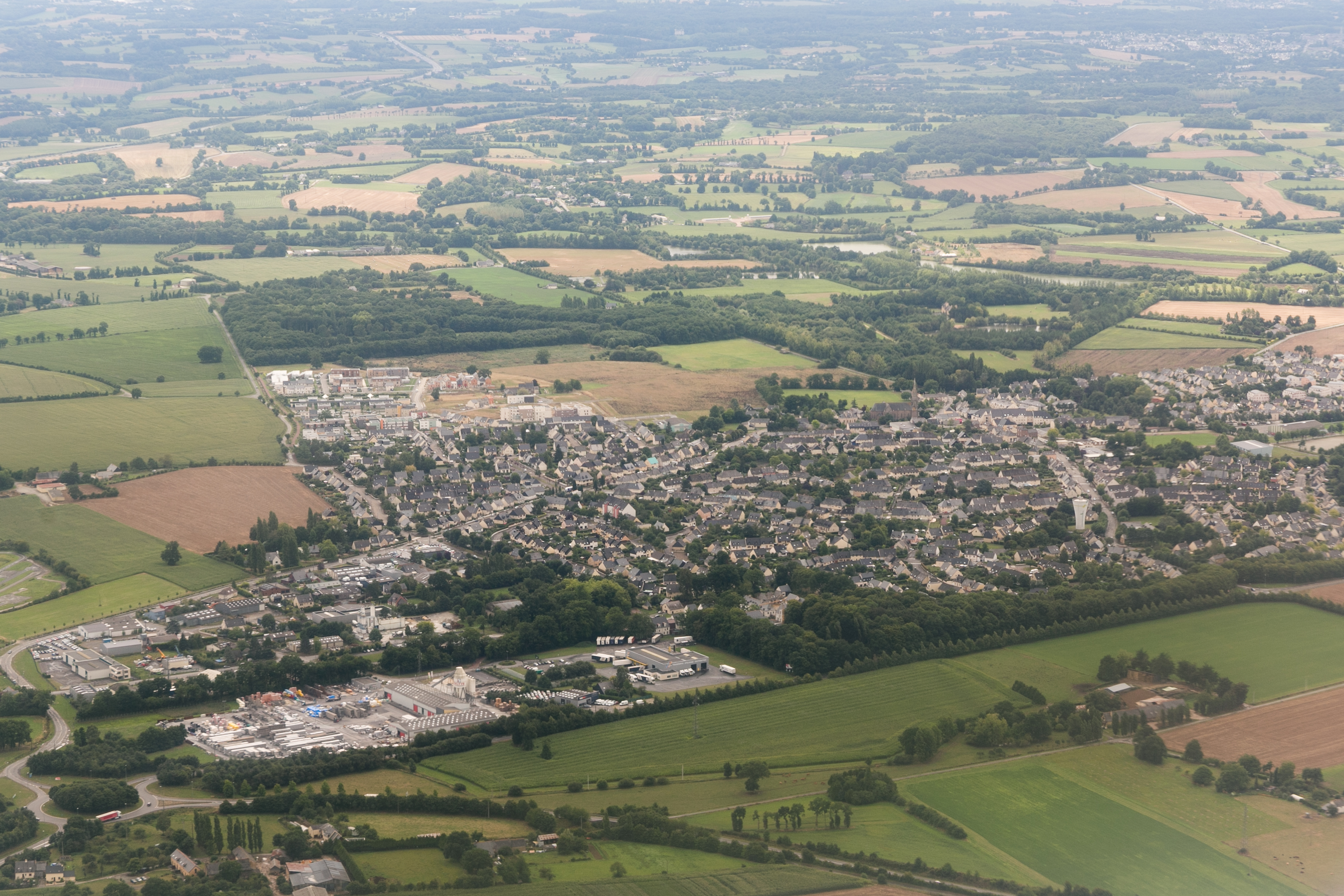
鸟瞰沙瓦涅

沙瓦涅（48°3'15"N, 1°47'4"W）位于法国西北部，布列塔尼大区东部和伊勒-维莱讷省中部偏西南，距离省会雷恩大约15公里。
与沙瓦涅接壤的市镇包括：勒勒、布吕兹、戈旺、莫尔代勒、圣雅克德拉朗德。
沙瓦涅境内地势平坦，海拔在16至38米之间。
维莱讷河和默河在境内南部交汇。
按照柯本气候分类法，沙瓦涅属于较为典型的温带海洋性气候，全年温差较小，降水分布均匀。

## 交通
伊勒-维莱讷省省道D21线、D34线、D288线和D334线经过沙瓦涅境内。雷恩公交56路和快速156线经过沙瓦涅境内并设有站点。

## 政治
现任沙瓦涅市长为勒内·布永先生（René Bouillon），他是社会党的一名成员。

## 人口
| 年份   | 1936 | 1946 | 1954 | 1962 | 1968 | 1975  | 1982  | 1990  | 1999  | 2006  | 2007  | 2012  | 2018  |
| ------ | ---- | ---- | ---- | ---- | ---- | ----- | ----- | ----- | ----- | ----- | ----- | ----- | ----- |
| 人口數 | 572  | 624  | 608  | 639  | 874  | 1,667 | 2,244 | 2,844 | 3,091 | 3,625 | 3,701 | 3,708 | 4,187 |